# Kabinett K. Kallas I

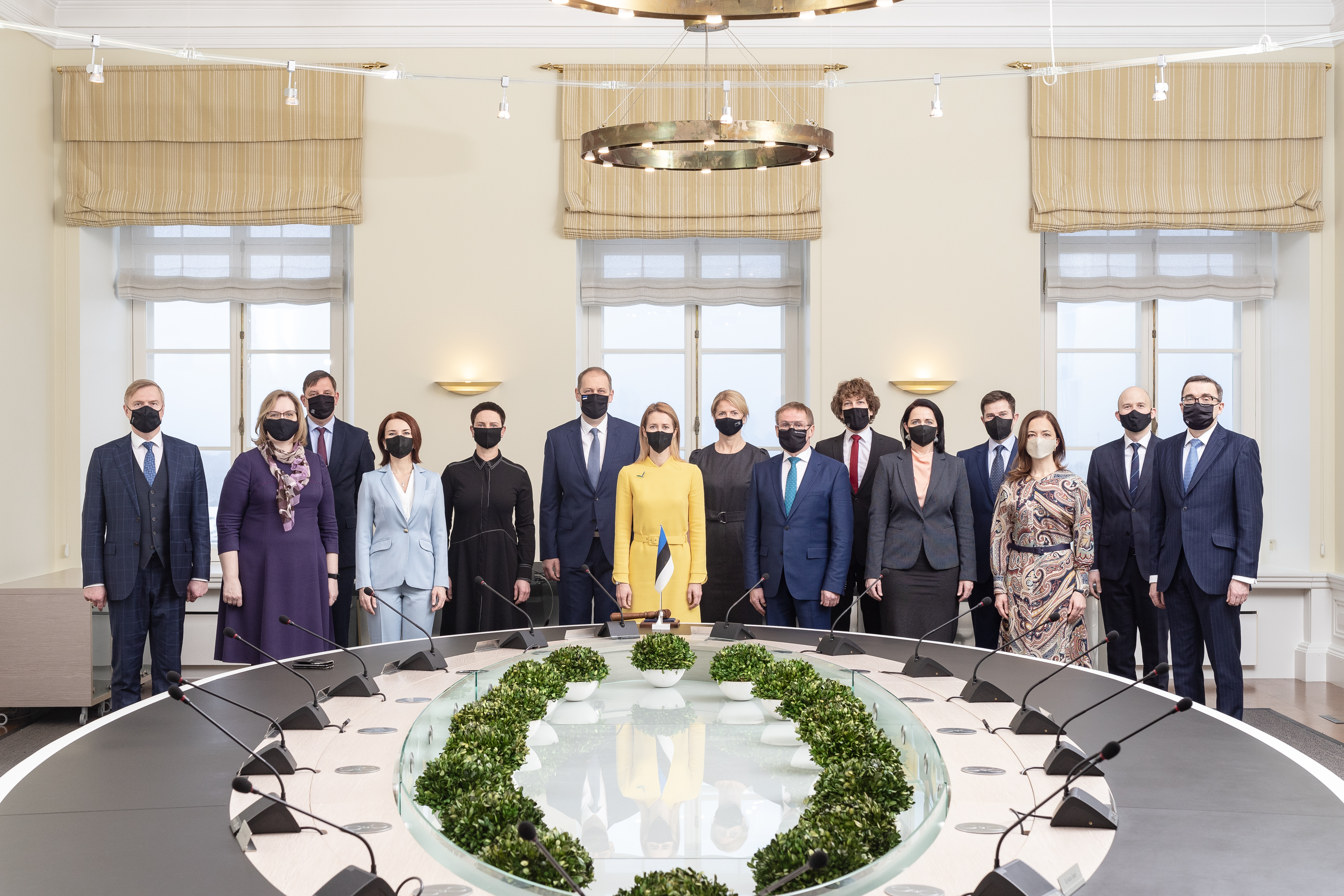
Kabinett

Die erste Regierung der Republik Estland unter Ministerpräsidentin Kaja Kallas („Kabinett K. Kallas I“) trat am 26. Januar 2021 mit ihrer Vereidigung vor dem Parlament (Riigikogu) ihr Amt an und trat am 14. Juli 2022 zurück. Sie war nach amtlicher Zählung die 51. Regierung der Republik Estland seit Ausrufung der staatlichen Unabhängigkeit 1918. Mit Kaja Kallas hatte die Republik Estland zum ersten Mal eine Regierungschefin.

## Regierungsbildung
Nachdem Ministerpräsident Jüri Ratas am 13. Januar 2021 wegen Korruptionsvorwürfen gegen seine Zentrumspartei (Keskerakond) seinen Rücktritt erklärt hatte, brach die Koalitionsregierung seiner Partei mit der konservativen Partei Vaterland (Isamaa) und der rechtspopulistischen Estnischen Konservativen Volkspartei (EKRE) auseinander.
Staatspräsidentin Kersti Kaljulaid beauftragte daraufhin die Chefin der liberalen Reformpartei (Reformierakond), Kaja Kallas, die aus den Parlamentswahlen 2019 als stärkste Partei hervorgegangen war, mit der Regierungsbildung. Nach kurzen Koalitionsverhandlungen unterzeichneten die Reformpartei und die Zentrumspartei am 25. Januar einen Koalitionsvertrag. Mit Blick auf die Bekämpfung der Corona-Pandemie betonten beide Parteien ihr Interesse an einer zügigen und stabilen Regierungsbildung. Bei der Abstimmung im Parlament am 25. Januar erhielt die Regierung 70 von 101 Stimmen. Im 101-köpfigen Parlament verfügte die Regierungskoalition selber über eine solide Mehrheit von 59 Abgeordneten (Reformpartei 34 Mandate, Zentrumspartei 25 Mandate).

## Zusammensetzung
Im 15-köpfigen Kabinett unter Führung von Ministerpräsidentin Kaja Kallas stellte jede Partei jeweils sieben Minister. Dem Kabinett gehörten sechs Frauen und neun Männer an (anfangs sieben zu acht).

## Kabinettsmitglieder
| Ressort                                 | Bild                   | Name                                                      | Partei | Partei    |
| --------------------------------------- | ---------------------- | --------------------------------------------------------- | ------ | --------- |
| Ministerpräsidentin                     | Kaja Kallas            | Kaja Kallas                                               |        | RE        |
| Bildung und Wissenschaft                | Liina Kersa            | Liina Kersna                                              | RE     |           |
| Soziales                                |                        | Signe Riisalo                                             | RE     |           |
| Außenhandel und Informationstechnologie | Andres Sutt            | Andres Sutt                                               | RE     |           |
| Ländliche Entwicklung                   | Urmas Kruuse           | Urmas Kruuse                                              | RE     |           |
| Finanzen                                | Keit Pentus-Rosimannus | Keit Pentus-Rosimannus                                    | RE     |           |
| Verteidigung                            | Kalle Laanet           | Kalle Laanet                                              | RE     |           |
| Justiz                                  | Maris Lauri            | Maris Lauri                                               | RE     |           |
| Wirtschaft und Infrastruktur            | Taavi Aas              | Taavi Aas bis 3. Juni 2022                                |        | K         |
| Wirtschaft und Infrastruktur            | Maris Lauri            | Maris Lauri geschäftsführend seit 3. Juni 2022            |        | RE        |
| Öffentliche Verwaltung                  | Jaak Aab               | Jaak Aab bis 3. Juni 2022                                 |        | K         |
| Öffentliche Verwaltung                  | Keit Pentus-Rosimannus | Keit Pentus-Rosimannus geschäftsführend seit 3. Juni 2022 |        | RE        |
| Inneres                                 | Jaak Aab               | Kristian Jaani bis 3. Juni 2022                           |        | parteilos |
| Inneres                                 | Jaak Aab               | Kristian Jaani bis 3. Juni 2022                           | K      |           |
| Inneres                                 | Kalle Laanet           | Kalle Laanet geschäftsführend seit 3. Juni 2022           |        | RE        |
| Umwelt                                  |                        | Tõnis Mölder bis 17. November 2021                        |        | K         |
| Umwelt                                  |                        | Erki Savisaar 18. November 2021 bis 3. Juni 2022          | K      |           |
| Umwelt                                  | Urmas Kruuse           | Urmas Kruuse geschäftsführend seit 3. Juni 2022           |        | RE        |
| Auswärtiges                             |                        | Eva-Maria Liimets bis 3. Juni 2022                        |        | parteilos |
| Auswärtiges                             | K                      | Eva-Maria Liimets bis 3. Juni 2022                        |        |           |
| Auswärtiges                             | Andres Sutt            | Andres Sutt geschäftsführend seit 3. Juni 2022            |        | RE        |
| Kultur                                  |                        | Anneli Ott bis 2. November 2021                           |        | K         |
| Kultur                                  |                        | Tiit Terik 8. November 2021 bis 3. Juni 2022              | K      |           |
| Kultur                                  | Liina Kersa            | Liina Kersna geschäftsführend seit 3. Juni 2022           |        | RE        |
| Gesundheit und Arbeit                   | Tanel Kiik             | Tanel Kiik bis 3. Juni 2022                               |        | K         |
| Gesundheit und Arbeit                   |                        | Signe Riisalo geschäftsführend seit 3. Juni 2022          |        | RE        |

## Rücktritt
Am 3. Juni 2022 entließ Kallas die Vertreter der Zentrumspartei, nachdem diese bei einem Bildungsgesetz mit der Opposition gestimmt hatte. Die nächsten Wochen blieb die Regierung als Minderheitskabinett im Amt. Erst nach dem Abschluss eines neuen Koalitionsvertrages, reichte die Ministerpräsidentin am 14. Juli 2022 ihren Rücktritt ein, womit das Mandat der Regierung erlosch.